# Paroisse des Tensas
La paroisse des Tensas (anglais : Tensas Parish) est une paroisse en Louisiane aux États-Unis. Le siège est la ville de Saint-Joseph. Elle est la paroisse le moins peuplée de la Louisiane, avec une population de 6 618 habitants en 2000. Elle a une superficie de 1 560 km2 de terre émergée et de 100 km2 d’eau. 
La paroisse est enclavée entre la paroisse de Madison au nord, le comté de Warren (Mississippi) au nord-est, les comtés de Claiborne et de Jefferson à l'est, le comté d'Adams (Mississippi) au sud-est, la paroisse de Concordia au sud, la paroisse de Catahoula au sud-ouest et la paroisse de Franklin à l'ouest.  
La paroisse doit son nom au peuple amérindien des Taensas qui vivait à cet endroit le long du Mississippi.

## Démographie
Lors du recensement de 2000, les 6 618 habitants de la paroisse se divisaient en 55,38 % de « Noirs » et d’Afro-Américains, 43,43 % de « Blancs », 0,12 % d'Asiatiques et 0,05 % d’Amérindiens, ainsi que 0,29 % de non-répertoriés ci-dessus et 0,74 % de personnes métissées. 
La grande majorité des habitants (96,43 %) de la paroisse ne parlent que l'anglais ; 0,56 % parlent le français à la maison.

## Municipalités
- Newellton
- Saint-Joseph
- Waterproof